# 예산 이의배 신도비
이의배 신도비(李義培 神道碑)는 대한민국 충청남도 예산군 봉산면 봉림리에 있는, 조선시대 중기의 무신인 이의배의 공적을 적고 있 신도비이다. 1984년 5월 17일 충청남도의 문화재자료 제186호로 지정되었다.

## 개요
신도비란 왕이나 고관 등의 평생업적을 비석에 기록하여 그의 묘 남동쪽에 세워두는 것으로, 이 비에는 조선시대 중기의 무신인 이의배의 공적을 적고 있다.
이의배(1576∼1637)는 선조 32년(1599) 무과에 급제하여 선전관이 되었으며 곧 감찰에 임명되었다. 광해군 때에는 벼슬에 나아가지 않다가 인조반정 후 통정으로 승진하여 명천부사가 되었다. 이괄의 난 후에는 전라좌수사가 되었고, 이후 여러 관직을 거치다가 인조 13년(1635) 공청병마절도사로 다시 부임하여 이곳에서 병자호란을 맞았다. 적이 쳐들어왔다는 소식을 듣고 병사들을 모아 남한산성으로 향하던 중 광주 부근인 죽산산성에서 적의 습격을 받고 결연히 싸우다 전사하였다. 훗날 조정에서는 그의 충절을 기려 처음에는 병조판서를 추증하였다가 다시 영의정으로 올려 추증하였으며, ‘충장공’이라는 시호를 내려 주었다.
그의 고향인 예산에 자리하고 있는 이 비는 낮은 사각받침 위로 비몸을 세우고 머릿돌을 올린 모습으로, 머릿돌에는 두 마리의 용이 서로 여의주를 다투는 장면이 조각되어 있다.

## 참고 문헌
- 이의배신도비 - 국가유산청 국가유산포털